# Schöna (Münchenbernsdorf)
Schöna ist ein Ortsteil von Münchenbernsdorf im Landkreis Greiz in Thüringen.

## Lage
Schöna liegt nordöstlich von Münchenbernsdorf an der Landesstraße 1078 von Münchenbernsdorf kommend nach Gera führend in einem Tal im ländlichen Raum.

## Geschichte
1262 wurde das Dorf erstmals urkundlich erwähnt.
1934 besaß die Gemeinde einen Pfarrer. Die Eingemeindung zu Münchenbernsdorf fand 1957 statt.

## Sehenswürdigkeiten
- Kirche St. Markus (Schöna)